# Baohe
Baohe (chiń. upr. 包河区; chiń. trad. 包河區; pinyin Bāohé Qū) – dzielnica miasta Hefei, stolicy prowincji Anhui, położonej we wschodnich Chinach. Liczba mieszkańców dzielnicy, według spisu ludności z listopada 2010 roku, wynosiła 817 686.